# Barbara Samson
 (janvier 2009).
Si vous disposez d'ouvrages ou d'articles de référence ou si vous connaissez des sites web de qualité traitant du thème abordé ici, merci de compléter l'article en donnant les références utiles à sa vérifiabilité et en les liant à la section « Notes et références ».
Pour les articles homonymes, voir Samson (homonymie).
Barbara Samson, née le 7 février 1975 à Chartres, est une autrice française autobiographe qui a été contaminée par le virus du sida à l'âge de 17 ans. Son histoire, intitulée On n'est pas sérieux quand on a dix-sept ans, a été portée à l'écran dans le téléfilm Mes dix-sept ans.

## Biographie
Alors qu'elle est traitée dans une clinique pour trouble des conduites alimentaires et pour tentatives de suicide, Barbara tombe amoureuse d'Antony, un ex-toxicomane et patient comme elle. Antony lui écrit des poèmes d'amour, qu'elle découvrira plus tard être des traductions de poèmes de Jim Morrison, chanteur des Doors. Tout en lui cachant sa séropositivité, il la contamine dès le premier rapport, bien qu'il sache qu'elle est encore vierge. Après quelques jours les infirmières les trouvent allongés au lit. À cause de leur relation et la maladie d'Antony, celui-ci est renvoyé et retourne à Marseille où elle lui rend visite plusieurs fois après avoir quitté la clinique. La directrice ne peut pas accepter leur relation parce que Barbara est encore mineure et qu'Antony avait vingt-huit ans. Barbara sait qu'Antony est séropositif et craint de l'être aussi.
Puisqu'elle n'a plus ses règles depuis deux mois, elle fait un test d'urine pour vérifier si elle est enceinte. Ce test est négatif mais elle fait aussi un test de sang pour être tout à fait sûre de sa virologie. À ce moment-là elle n'a encore jamais vu un préservatif de sa vie. Elle a été très peu informée en ce qui concerne le sida. Lorsqu'elle découvre qu'elle est séropositive, Barbara le cache à ses amis par crainte d'être rejetée mais pas à sa famille proche. 
Elle continue néanmoins à aimer et à visiter régulièrement Antony. Celui-ci n'a jamais éprouvé un seul sentiment de culpabilité sauf au moment où il apprend qu'une autre amie est mort à cause d'une overdose. C'est lui qui l'a initiée à la drogue douce, puis à la drogue dure. À cause de cela il devient dépressif et replonge dans la drogue. Après avoir fait une overdose, Barbara lui sauve la vie. Barbara retourne chez elle mais tente maintes fois de se suicider.
En 1994, après avoir rencontré le Dr Éric Chapeau-Åslund, un médecin très engagé dans la lutte contre le sida, ils organisent un programme éducatif de prévention dans les collèges, les lycées, les universités et les entreprises en France, en Suède, en Suisse, aux États-Unis, au Japon…, à un moment où le sida reste méconnu et objet de mythes.
Remarquée par des journalistes de Canal+, Barbara est invitée à ouvrir la première soirée Sidaction le 7 avril 1994. Son témoignage galvanise les Français devant le petit écran qui se montrent très généreux (300 millions de francs soit près de 50 millions d'euros récoltés lors de cette soirée). Par la suite Barbara se désolidarise du Sidaction et en compagnie de plusieurs associations de lutte contre le sida parisiennes et provinciales, ils créent le ruban noir qui deviendra le symbole de leurs désaccords à Sidaction.
Barbara Samson relate son histoire dans une autobiographie réalisée en collaboration avec Marie-Thérèse Cuny, intitulé On n'est pas sérieux quand on a dix-sept ans, qui est un best-seller en France et qui est traduit en 12 langues. De cet ouvrage a été tiré un téléfilm, Mes dix-sept ans, réalisé par Philippe Faucon avec Valentine Vidal (dans le rôle de Barbara), Brigitte Roüan, Toufik Daas dans laquelle Barbara apparait, et produit par Philippe Gildas et Humbert Balsan. Deux pièces de théâtre sont adaptées du livre de Barbara, une au Japon et une en France produite et diffusée en collaboration avec le Centre régional d'information et de prévention du sida (Crips) de Paris.
Barbara quitte la scène médiatique et associative au début des années 2000 pour se consacrer à sa vie professionnelle et à ses proches.
Depuis peu, Barbara participe avec quelques-uns de ses amis a diverses manifestations pour le Comité des familles, association de soutien aux familles vivant avec le VIH en France.